# Yoon Ji-su
Yoon Ji-su (født 24. januar 1993) er en sydkoreansk fægter, der konkurrerer i sabel.
Hun repræsenterede Sydkorea ved sommer-OL 2016 i Rio de Janeiro, hvor hun deltog i holdkonkurrencen uden at vinde en medalje.
Ved sommer-OL 2020 i Tokyo, som blev afholdt i 2021, blev hun elimineret i ottendedelsfinalen i den individuelle konkurrence. Hun tog senere bronze i holdkonkurrencen.
Ved sommer-OL 2024 i Paris vandt hun sølv i holdkonkurrencen.